# Sam Avezou
Sam Avezou (22 de março de 2001) é um escalador francês.

## Carreira
Sam Havesou, filho do alpinista Cécile Avezou e irmão dos também alpinistas Léo e Zélia Avezou, é medalhista de bronze no combinado masculino nos Jogos Olímpicos de Verão da Juventude de 2018 em Buenos Aires.
Ele obteve sua primeira medalha internacional como sênior quando foi medalhista de prata em boulder no Campeonato Europeu de Escalada de 2022 em Munique.